# كاسبار فابر
كاسبار فابر (بالألمانية: Kaspar Faber)‏ هو نجار ورائد أعمال ألماني، ولد في 31 مارس 1730 في لانغنتسن في ألمانيا، وتوفي في 1784 في شتاين في ألمانيا.